# 펠트바흐 (스위스)

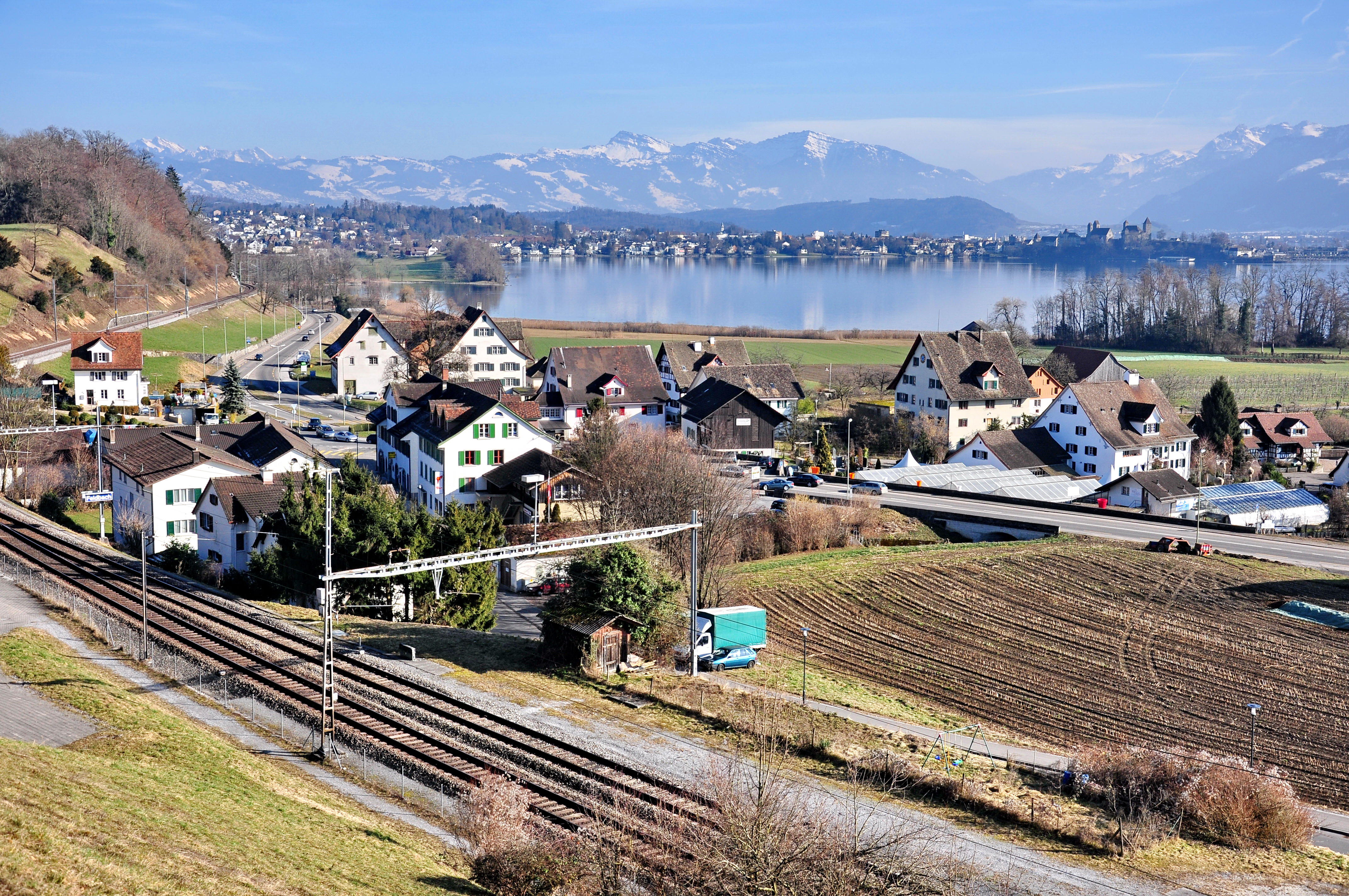
취리히제 호숫가의 펠트바흐, 라퍼스빌 및 켐프라덴 만의 배경

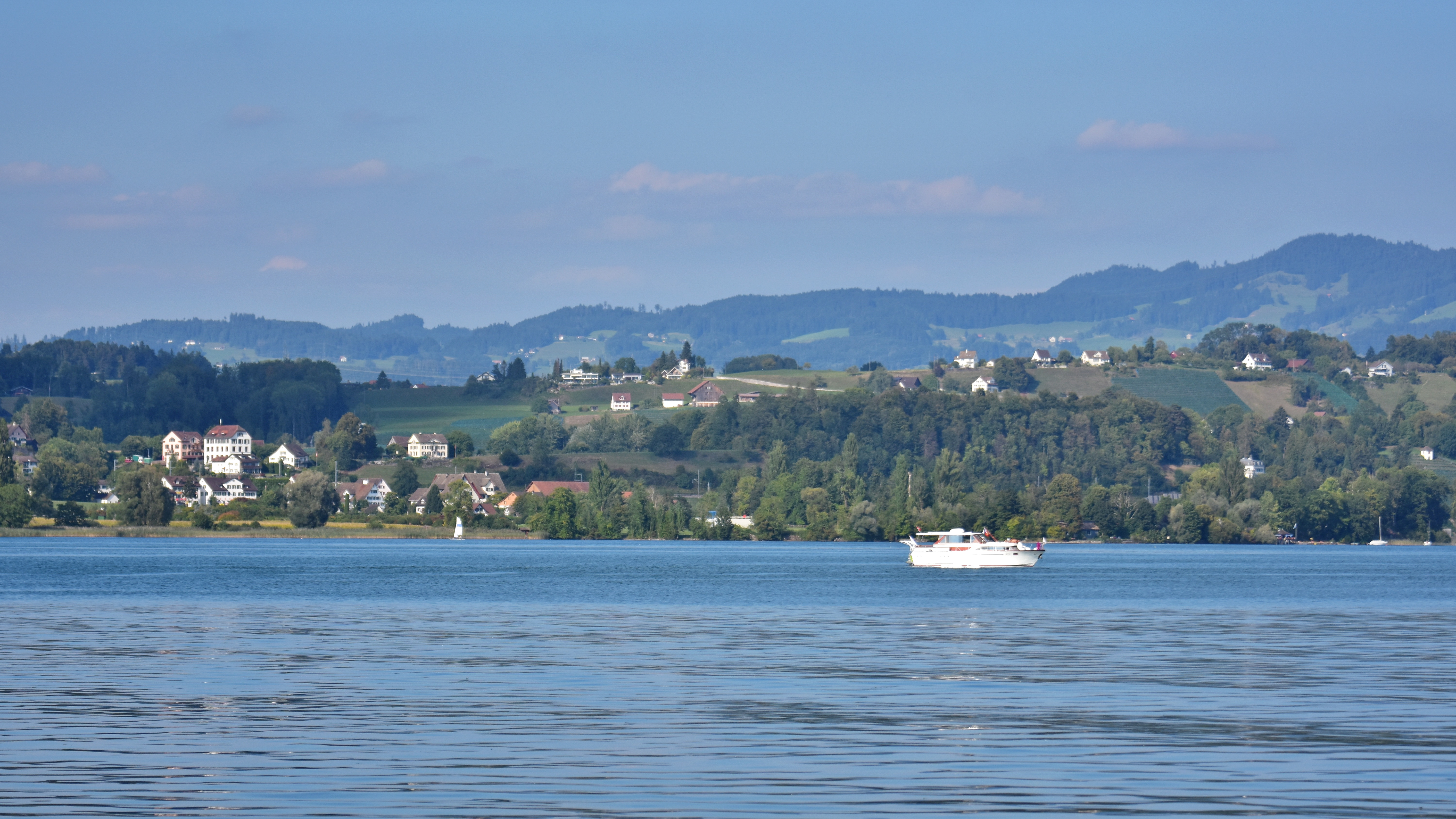
취리히제 취리히호 해운(ZSG)의 배 MS 헬베티아에서 본 펠트바흐

펠트바흐(Feldbach)는 스위스 라퍼스빌 근처의 마을이다. 이곳은 취리히 호수의 북쪽 은행에 위치하며, 홈브레히티콘의 정치 자치제의 일부이다. 지역 방언으로 이곳은 Fäldbach라고 불린다.

## 지리
취리히제 호숫가에 위치한 펠트바흐는 취리히제 호수 지역과 오버제 호수 지역 사이의 지협인 제담 인근에 있는 켐프라텐과 인접해 있다.

## 문화유산

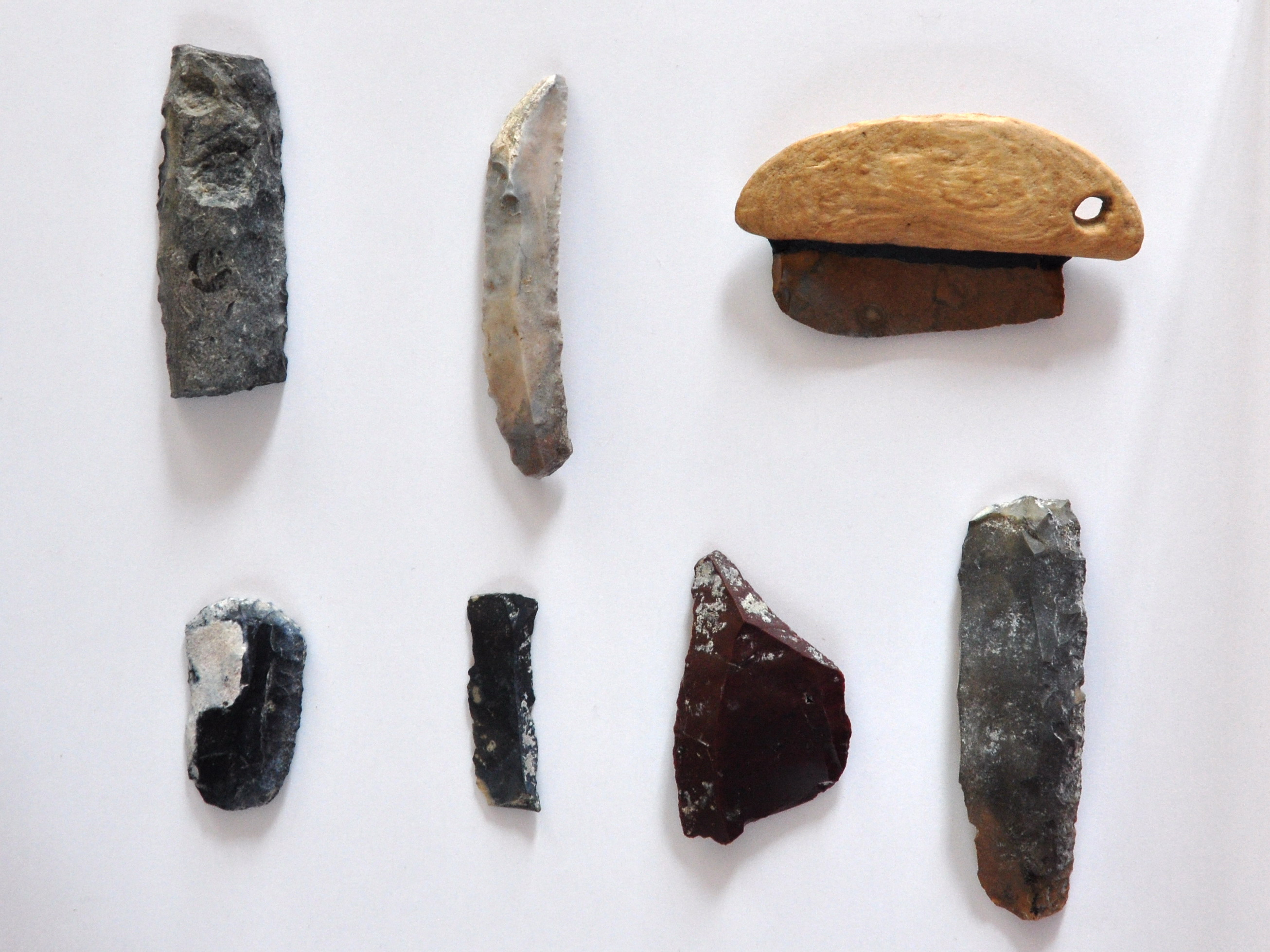
제구벨에서 발견된 도구 샘플

선사 시대 말뚝 주거지 사이트 제구벨은 선사 시대 호수 교차점과 가까운 곳에 있었고, 프라이엔바흐 – 후르덴 로스호른, 프라이엔바흐-후르덴 제펠트 및 라퍼스빌-요나-테히니쿰과 같은 선사 시대 말뚝 주거지 세 곳이 이웃해 있다. 시간이 지남에 따라 호수의 크기가 커졌기 때문에 원래 말뚝은 현재 406m의 수위 아래에서 약 4m에서 7m에 위치해 있었다. 유네스코 세계문화유산으로 지정된 56개 스위스 유적지의 일부일 뿐만 아니라 알프스 주변의 선사시대 말뚝 주거지인 선사 시대 제구벨도 국가적 및 지역적 중요성을 지닌 문화재에 대한 스위스 목록의 등급 대상이 되었다.

## 교통
펠트바흐역은 취리히 S-반의 S7 노선에 있는 정류장이다.